# Mamadou Saliou Kanté
Pour les articles homonymes, voir Kanté.
Mamadou Saliou Kanté est un député et homme politique guinéen. Il est député uninominal de la circonscription de Mali de mars 2020 au 5 septembre 2021.

## Biographie
Il est élu député uninominal de la commune de Mali  de mars 2020 au 5 septembre 2021 de la dernière législature de mars 2020,. Il est membre de la commission mines et industrie de la IXe législative de la république de Guinée sous la présidence Alpha Condé.